# Neritopsidae
Neritopsidae is een familie van weekdieren uit de klasse van de Gastropoda (slakken).

## Geslachten
- Bandelopsis Frýda, Blodgett & Stanley, 2003 †
- Bipartopsis Gründel, Keupp & Lang, 2015 †
- Cassianopsis Bandel, 2007 †
- Hayamia Kase, 1980 †
- Hayamiella Kase, 1984 †
- Neritopsis Grateloup, 1832
- Pluviostilla Kase & Kano, 1999
- Wallowiella Frýda, Blodgett & Stanley, 2003 †
- Weitschatopsis Frýda, Blodgett & Stanley, 2003 †